# Kolbyttemon
Kolbyttemon är en bebyggelse söder om Linköping i Skeda socken i Linköpings kommun. Från 2015 avgränsar SCB här en småort.